# نودر گواداریا
نودر گواداریا (گرجی: ნოდარ გვახარია؛ ۱۶ آوریل ۱۹۳۲ – ۱۴ نوامبر ۱۹۹۶) بازیکن واترپلو اهل گرجستان بود.